# Kristina M. Johnson

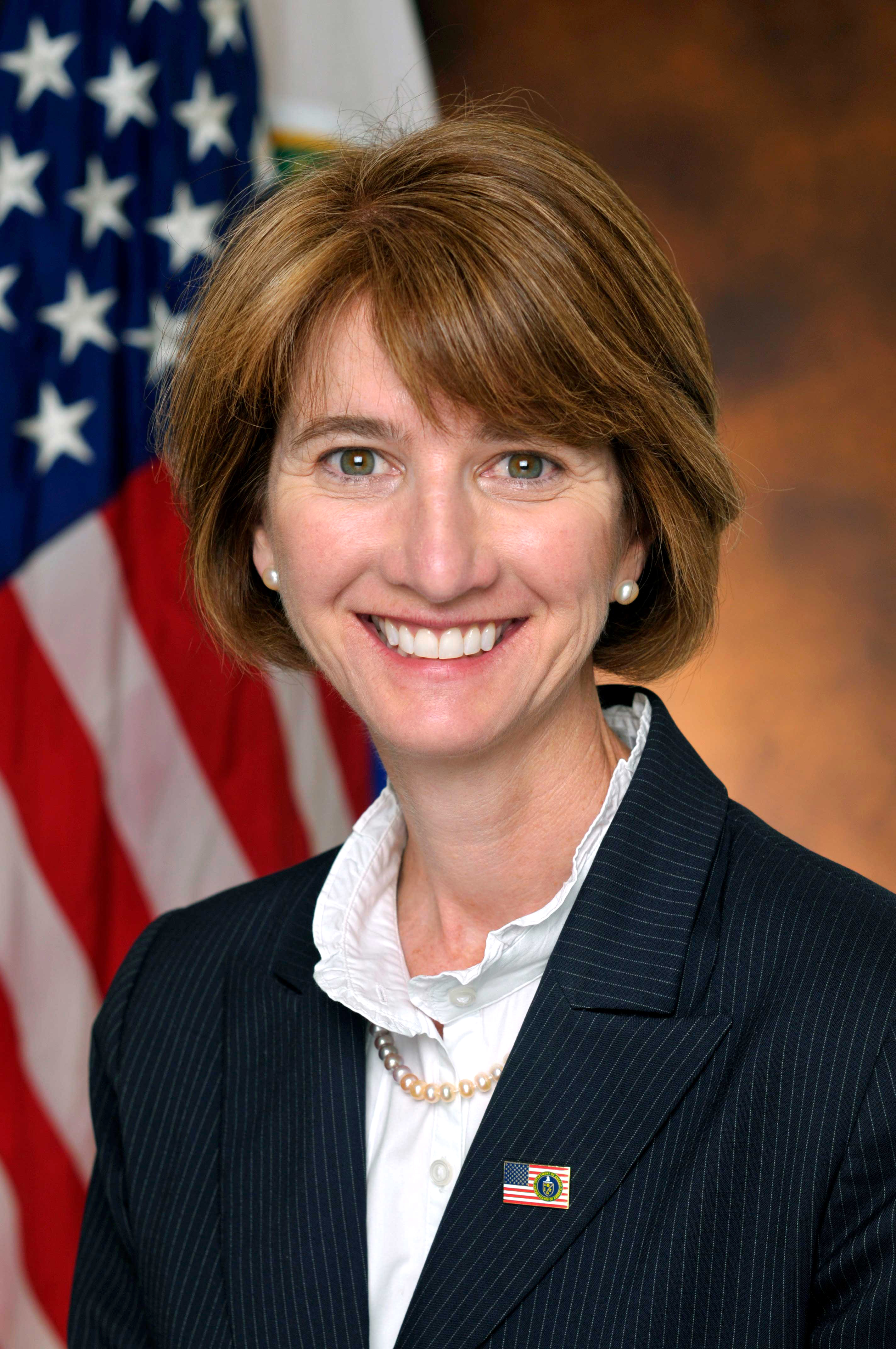
Kristina M. Johnson, 2009

Kristina M. Johnson (* 7. Mai 1957) ist eine US-amerikanische Ingenieurin. Sie amtierte von September 2017 bis Juni 2020 als dreizehnte Kanzlerin der State University of New York. Im Juni 2020 wurde sie vom Kuratorium der Ohio State University zur 16. Präsidentin der Universität ernannt. Sie war führend in der Entwicklung von optoelektronischen Verarbeitungssystemen, 3D-Bildgebung und Farbmanagementsystemen.

## Kindheit und Studium
Johnson wurde in St. Louis, Missouri, geboren und wuchs in Denver, Colorado, auf. Als Oberstufenschülerin der Thomas Jefferson High School gewann sie den Wissenschaftswettbewerb der Stadt Denver und des Bundesstaates Colorado und belegte den zweiten Platz in der Sparte Physik sowie den ersten Platz bei der International Science Fair der Air Force für ihr Projekt mit dem Titel „Holographic Study of the Sporangiophore Phycomyces“. Sie war sportlich. Sie spielte Lacrosse in einer Jungenmannschaft.
Während ihres Studiums an der Stanford University gründete Johnson die Lacrosse-Mannschaft für Frauen, spielte im Feldhockey-Team und versuchte sich 1978 für das US-Team. 1979 wurde bei Johnson die Hodgkin-Krankheit diagnostiziert, woraufhin sie sich auf eine akademische Karriere konzentrierte. Johnson erwarb einen Bachelor, Master und Ph.D. in Elektrotechnik in Stanford und war Postdoktorandin am Trinity College Dublin, Irland.

## Karriere
Nach dem Postdoc-Stipendium wurde Johnson 1985 zur Assistenzprofessorin für Elektro- und Computertechnik an der University of Colorado Boulder ernannt, wo sie das Engineering Research Center (ERC) für optoelektronische Computersysteme der National Science Foundation (NSF) mitbegründete und mehrere Unternehmen aus ihrem Forschungslabor ausgründete, darunter ColorLink, Inc, das später an RealD verkauft wurde. ColorLink entwickelte die Technologie, die der 3D-Filmindustrie zu neuem Schwung verhalf. Außerdem war sie Mitbegründerin des Colorado Advanced Technology Institute Center of Excellence in Optoelectronics. Im Jahr 1999 wurde Johnson zur Dekanin der School of Engineering an der Duke University ernannt.
Im Jahr 2007 wurde Johnson Senior-Vizepräsidentin und Propst der Johns Hopkins University. Im Jahr 2009 wurde Johnson von Präsident Barack Obama mit einstimmiger Zustimmung des US-Senats zum Unterstaatssekretär für Energie und Umwelt im Energieministerium der Vereinigten Staaten ernannt.
Sie ist die Gründerin von Enduring Hydro, einem auf Wasserkraft ausgerichteten Energieunternehmen. Das Unternehmen hat ein Joint Venture mit der in New York City ansässigen Private-Equity-Firma I Squared Capital (genannt Cube Hydro Partners), das 19 Wasserkraftwerke im Osten der USA besitzt und betreibt.
Johnson wurde 2016 für die Entwicklung und den Einsatz von Flüssigkristall-auf-Silizium-Displaytechnologien, die die Grundlage für optoelektronische 3D-Hochgeschwindigkeitsbildgebung bilden, zum Mitglied der National Academy of Engineering gewählt.
Johnson war Direktorin bei Minerals Technologies Inc., Nortel, Guidant Corporation, AES Corporation und Boston Scientific. Derzeit ist sie Mitglied des Verwaltungsrats von Cisco Systems. Im Jahr 2019 trat sie aus dem Verwaltungsrat der AES Corporation zurück, nachdem sie die Umweltverschmutzung durch das Unternehmen in Puerto Rico kritisiert hatte.
Im April 2017 wurde Johnson zum Kanzler der State University of New York ernannt und trat das Amt im September an.
Sie ist eine starke Befürworterin von Frauen in Führungspositionen, Wissenschaft und Technik und setzt sich leidenschaftlich für MINT-Bildung und die Schaffung von Arbeitsplätzen durch kleine Unternehmen ein.
Am 3. Juni 2020 wurde bekannt gegeben, dass Johnson von ihrem Amt an der State University of New York zurücktreten wird, um die nächste Präsidentin der Ohio State University zu werden.

## Privatleben
Johnson ist mit Veronica Meinhard verheiratet, Senior Executive Director of Principal Gifts und Senior Associate Athletic Director an der University of Maryland, College Park.

## Auszeichnungen
- Im Jahr 1993 war Johnson die erste Frau, die mit dem internationalen Dennis-Gabor-Preis für Kreativität in der modernen Optik ausgezeichnet wurde.
- Im Jahr 2003 wurde Johnson „für ihre Beiträge zu optoelektronischen Verarbeitungssystemen und Flüssigkristallgeräten“ zum IEEE Fellow ernannt.[15]
- Im Jahr 2004 erhielt Johnson den Society of Women Engineers Achievement Award, die höchste Auszeichnung der Gesellschaft.[16]
- Im Jahr 2008 wurde sie mit der John Fritz Medal ausgezeichnet.[17][18]
- Im Jahr 2010 wurde Johnson mit dem ABIE Award for Technical Leadership des Anita Borg Institute ausgezeichnet.[19]
- Im Jahr 2014 wurde Johnson in die Colorado Women's Hall of Fame aufgenommen.[20]
- Im Jahr 2015 wurde Johnson für ihre Arbeit an der Entwicklung von Technologien zur Polarisationskontrolle in die National Inventors Hall of Fame gewählt.[21]
- Im Jahr 2016 wurde Johnson in die National Academy of Engineering gewählt.[22]
- Im Jahr 2017 wurde Johnson von der National University of Ireland, Galway die Ehrendoktorwürde verliehen.[23]
- Im Jahr 2021 erhielt Johnson die IEEE Mildred Dresselhaus Medal,[24] mit der herausragende technische Beiträge in Wissenschaft und Technik mit großer Wirkung gewürdigt werden.
- Im Jahr 2025 wurde sie mit der National Medal of Technology and Innovation ausgezeichnet.[25]